# Отряд 684
Отряд 684 — спецподразделение ВВС Республики Корея, созданное в 1968 году в ответ на неудачное покушение на южнокорейского президента Пак Чон Хи отрядом 124 Корейской народной армии. В задачу подразделение входило ответная операция по убийству северокорейского лидера Ким Ир Сена, однако в силу различных политических причин она так и не была осуществлена.
Отряд под названием «209-й отряд 2325-й группы» был основан 1 апреля 1968 года Национальной разведывательной службой по приказу президента Пак Чон Хи. Согласно Министерству национальной обороны отряд получил название «684» из-за даты формирования («апрель 68-го года») и официально был приписан 2325-й группе ВВС Республики Корея. В группу были набран 31 человек из числа мелких преступников и безработных молодых людей, которым обещали помилование, существенное денежное вознаграждение и высокооплачиваемая работа в случае успеха их запланированной миссии. Отряд был расквартирован на небольшом необитаемом острове Сильмидо у побережья города Инчхон. На протяжении трёх лет члены отряда проходили усиленную диверсионную подготовку, в ходе которой погибло семеро из них по различным причинам.
В начале 1970-х годов началась политика разрядки, а отношения между Северной и Южной Кореей перестали быть острыми. Необходимость в отряде отпала. В 1969 году был отстранён от власти глава Национальной разведывательной службы Ким Ёк Хук, основатель спецподразделения и его идеолог. Отряд 684 оказался больше никому не нужен, однако усиленные тренировки вкупе с жестоким обращением продолжались, что вызывало всё растущее недовольство среди солдат.
23 августа 1971 года личный состав отряда, состоящий из 24 человек, поднял восстание на острове Сильмидо, на котором было расквартировано подразделение, перебил своих командиров и инструкторов, захватил оружие и рыбацкую лодку, после чего высадился на материковой части и на захваченном рейсовом автобусе направился в Сеул. Члены отряда были разгромлены армейскими частями. Четырёх выживших членов отряда судили военным трибуналом и казнили в 1972 году.
Отряд был полностью расформирован в 1971 году, а сведения по нему были засекречены южнокорейским правительством вплоть до 2000-х годов. По мотивам событий, произошедших с отрядом 684, южнокорейским писателем Пэк Дон Хо был написан роман «Сильмидо», который был экранизирован под тем же названием в 2003 году режиссёром Кан Ву Сук.